# アンプ (音響機器)
音響機器（オーディオ機器）におけるアンプ（英: amplifier）とは、音響を表現した電気信号を増幅する機器である。日本語では慣例的に、英語名amplifier（アンプリファイア）を短縮させ「アンプ」と呼ばれることが多い。

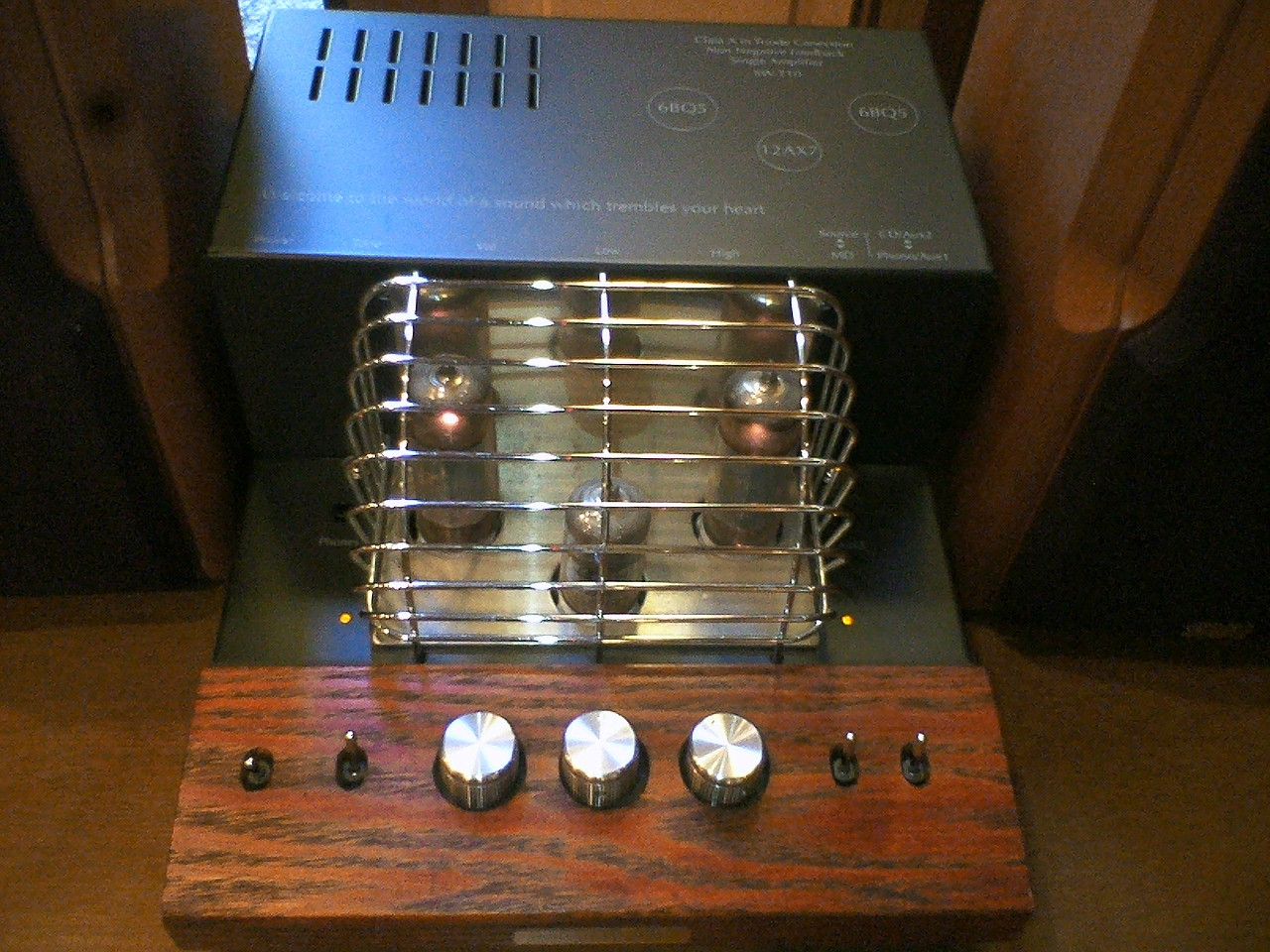
SOUND WARRIOR SW-10 真空管アンプ

## 概要

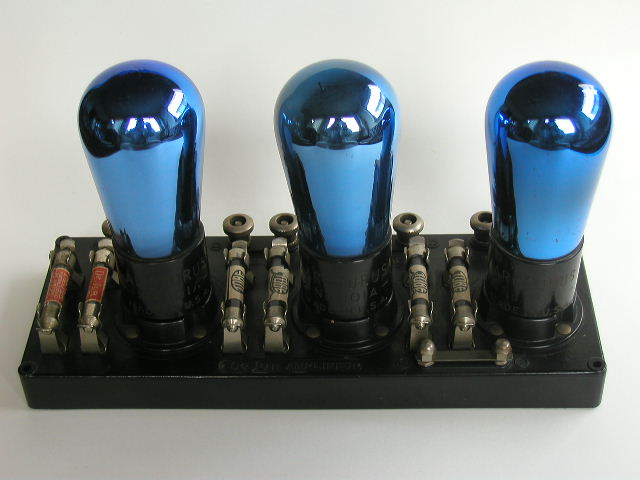
1920年代真空管アンプ

さまざまある増幅器の一種である。用途、出力の大きさ、付加機能によりいくつかの種類がある。
初期の音響機器はアンプを持たず、微小な電気信号であっても反応性のよいスピーカーを内蔵する事で済ませていた（ただし、あまり大きな音は出なかった）。
真空管アンプの登場
真空管が発明されると、電気信号の増幅、ひいては音声（音響）を表現した電気信号の増幅が可能となり、通信機、ラジオ、電気蓄音機などの音響機器に組み込まれた。これがアンプの発祥である（真空管アンプ）。後に音響機器の種類が増えると、それぞれの音響機器にアンプを内蔵するのでなく、アンプ（とスピーカー）を筐体として独立させ、それに複数の音響機器を接続するようになった。エレクトロニクスの技術者などは、世界中で、アンプは購入したりせず、さかんに自作した。なお、真空管アンプはアナログ信号をアナログのまま増幅する。
トランジスタアンプの登場と真空管アンプの存続
トランジスタが登場し、1950年代以降にトランジスタのアンプも用いられるようになった（トランジスタアンプ）。ラジオなどではトランジスタアンプがさかんに使われるようになっても、オーディオ観賞分野では、真空管アンプはトランジスタアンプと並び、依然として使われ続けた（現在でも製造され、使われ続けている）。真空管とトランジスタの増幅の特性（増幅後の波形の変化）がわずかに異なり、真空管アンプの音が「やわらい」「あたたかみがある」音に聞こえるのに対して、トランジスタアンプの音は「硬い」「つめたい」などと、一部のオーディオリスナーや評論家たちが評価したからである。
とは言え、トランジスタアンプによって低価格化も可能になり、真空管のように傷んで（ある程度の期間で）交換する必要があり、スイッチを入れてから温まるまで待たなければならなかったのに比べて、トランジスタは交換の必要がなく、スイッチを入れるとすぐに使え、おまけに小型であるなど、さまざまな点で便利ではあったので、一般人向けには次第に販売される割合が増えてゆき、低価格帯のオーディオ機器では、ほぼすべてがトランジスタアンプになっていった。が、それでも高級音響機器（高価格帯）では真空管アンプが用いられつづけたのである（2018年現在でも真空管アンプは販売され続けている。たとえばアンプひとつの価格が数十万円以上、ものによっては百万円以上するようなものもある。）
アンプICの登場
60年代以降には、真空管アンプおよびトランジスタアンプに加え、IC等も使われるようになった。
現在の状況
多くの電気機器では、内部回路はほとんどがトランジスタ、さらにはICへと移行が進み、真空管増幅器は消えてしまった。しかし音響機器のファンの中でも特に熱狂的なファンというのは、音の聞こえ方のわずかな違いに徹底的にこだわるので、そしてしばしば音のためならば、価格や機器の大きさのことは度外視するので、独特の音の質感をもたらす真空管アンプが今でも生き残っているのである。たとえ真空管アンプの音質を高く評価し、購入する人数が、全人口に対して非常に小さくても、熱狂的なファンは　ひとりあたりとても大きな金額（桁がいくつも違うほどに、とても大きい金額）を支払うので、真空管アンプの市場（マーケット）が総金額としてはそれなりに大きくなり、市場として立派に成立し、メーカーとしても製造しつづけることができるのである。
詳細は後述参照。

## 種類
レコードプレーヤー、CDプレーヤー、チューナー、カセットプレーヤーなどの音響機器からのライン出力を受け、またセレクタやトーンコントロールなどを内蔵し、主として電圧を増幅し、次のパワーアンプを駆動する増幅器をコントロールアンプあるいは次のメインアンプと対置してプリアンプと呼ぶ。コントロールアンプからの出力を受け、主として電流（ないし電力）を増幅し、スピーカーなどを駆動する増幅器をパワーアンプあるいはプリアンプと対置してメインアンプと呼ぶ。これらを別々のコンポーネントにすることが広く行われたのでそれぞれを「プリアンプ」「メインアンプ」と区別するようになり、更にはそれらを一体化したものとしてプリメインアンプやインテグレーテッドアンプ（総合アンプ）という呼称も生まれた。プリメインアンプの中には、プリ部とメイン部を切り離して使えるものもあった。

### コントロールアンプ（プリアンプ）
コントロールアンプ（プリアンプ）は小さな（主としてラインレベルの）入力信号を増幅するだけでなく、音を細かく調整したり、入力を切り替えたりする機能を備えており、そのために高音域、中音域、低音域の音量を個別に調整する「トーン・コントロールつまみ」（＝イコライザー (音響機器)）や、ステレオの左右の音量を調整する「バランス調整つまみ」、入力を選択する「入力切替スイッチ」（入力セレクタ・スイッチ）などを備えている。
レコードが主力の媒体だった時代には、レコード盤の表面の溝のわずかな動きを拾って電気信号に変えるピックアップ・カートリッジの微小な出力を増幅する専用のアンプがプリアンプに備わっていることが一般的であった。特に、単純な増幅だけではなく、MCカートリッジの非常に微小な出力を増幅したり（ヘッドアンプ。これは特殊で、信号を引き回したくないことなどもあり、レコードプレーヤー側に備えることも多い）、レコードに記録された信号の「RIAA特性」と呼ばれる周波数特性を、逆特性のフィルターを通して戻すイコライザアンプが必要であった。プリアンプ内蔵ではなく独立させた「フォノアンプ」もあった。1980年代ごろからは主なメディアがCDに移行したため、フォノイコライザを持たない機種が多くなっており、近年はこれらは全てレコードプレーヤーの側が備えるのがもっぱらとなっている。
一般の音響機器のライン出力の出力レベルは2Vrms程度あるので、500mW程度で駆動するのであれば、プリアンプの必要性は無い。

### パワーアンプ（メインアンプ）
パワーアンプ（メインアンプ）はプリアンプからの出力を受けて電力増幅を行い、スピーカーなどを駆動する。
電力を増幅するだけであるため、入力制限用または出力調整用の「ボリュームつまみ」が付いているだけ、というものが一般的であり、プリアンプ側にメインボリュームがあることを前提として ボリュームが無いものも少なくない。大出力のものは発熱も大きいので放熱に注意しなければならない。

### インテグレーテッドアンプ（プリメインアンプ）
コントロールアンプ（プリアンプ）とパワーアンプ（メインアンプ）を一体化したものをインテグレーテッドアンプ（プリメインアンプ）という（これに対しコントロールアンプやパワーアンプをセパレートアンプと呼ぶことがある）。
操作パネルはコントロールアンプとほぼ同じで、パワーアンプを内蔵しているのでスピーカ端子がある。
コントロールアンプとパワーアンプを一体化したといっても、内部でコントロールアンプ回路とパワーアンプ回路を分けて組んでいるものと、回路的に融合させてしまっているものとがある。前者の構成ではコントロールアンプ出力端子とパワーアンプ入力端子が設けられていることがあり、この場合、一つの筐体に収まったコントロールアンプとパワーアンプとして別々に使うことができる。すなわち、コントロールアンプ出力端子を別のパワーアンプ入力に接続したり、逆に別のコントロールアンプ出力をパワーアンプ入力端子に接続して使うことができる。後者の構成では完全に同じことはできないが、 AUX 入力などのライン系入力端子を使ってパワーアンプとして使うことはできる。
2010年頃からは USB DAC を搭載した製品や、アンプ同士の連動機能によってチャンネル数を拡張できる機種が開発され、 PC オーディオや AV アンプとの垣根がなくなりつつある。

#### レシーバー
インテグレーテッドアンプにラジオチューナーを内蔵したものをレシーバーという。スピーカーをつなぐだけでラジオ放送を聴くことができ小形に収まる。
更にレコードプレーヤーを一体化したものもあったが、レコードプレーヤーは本質的には機械部品であり、また構造が大掛かりになるので、セパレート型ステレオやモジュラー型ステレオの一部としてはともかく、アンプとしては日本では流行らなかった。しかしコンパクトディスク (CD) プレーヤーやミニディスク (MD) プレーヤーなどは内蔵が容易であり、ラジオチューナーと CD プレーヤーを内蔵したものは CD レシーバーなどと呼ばれる。
また、最近ではラジオチューナーを内蔵していなくても、インターネットラジオが聴けるものをネットワークレシーバーと呼ぶことがある。

### デジタルアンプ
級別としてD級とされることもある。
デジタルアンプとはPWMやPDMを電力増幅に利用するアンプである。アナログ入力の（すなわちアナログ段を持つ）製品もあるが、デジタル入力から出力スイッチング素子までアナログ回路を経由しない「フルデジタル」などと呼ばれている製品もある（ただし出力スイッチング素子以降にアナログ回路であるローパスフィルタが必ず存在するため、厳密には「フルデジタル」なアンプなど存在しない）。デジタルアンプでは入力音声信号により変調されたパルス波のデューティ比または頻度を制御するため、最終出力段のトランジスタはONかOFFかの単純なスイッチング動作となり、アナログアンプに比べ電力効率が飛躍的に高いことが最大の特長である。基本的な原理は、電圧可変スイッチング電源の出力電圧を入力（音声）信号に応じて変化させることと等価である。
市販のオーディオアンプでは、1977年に発売されたソニーのTA-N88が非常に初期のものである。これは、自励発振型のPWM変調回路により入力信号からアナログ的にPWM波を生成するものであるため、これを世界初のデジタルアンプとするかについては意見が分かれるものの、今日のデジタルアンプの原型となるアンプである。
また、デジタルアンプはその電力効率の高さからミニコンポやカーオーディオ、携帯音楽プレーヤーなどのアンプ、また多チャンネルを扱うAVアンプ（後述）用としてよく用いられるほか、従来のアナログアンプにない特長を活かしたと称している、いわゆる「高級オーディオ」もある。 中でも、1999年8月にシャープが発売したΔΣ1bitデジタルアンプ SM-SX100は有名であり、これは同社が高級オーディオアンプ(標準価格100万円)として十数年ぶりに発売したものである。なお、デジタルアンプ技術としては、ソニーのS-Master／S-Master PRO、オンキヨーのVL Digital、JVCケンウッド（JVCブランド。旧・日本ビクター）のDEUS、パイオニア（現・オンキヨー&パイオニア Pioneerブランド）のDirect Power FETなど、オーディオ機器メーカー各社により独自に開発が進められている。
かつてCDが登場した頃にデジタルアンプと呼ばれた製品は、DAコンバータを内蔵しデジタル入力を持つアンプの事でこれとは異なる。またAVアンプについても「デジタルアンプ」と呼ばれるものが多いが、本節で述べたデジタルアンプとの差異詳細は後述する。

### AVアンプ
オーディオビジュアルアンプ。AVセンターとも呼ぶ。ホームシアター用のアンプである。AM/FMチューナーが搭載されているものはAVレシーバーと呼ぶ場合がある。
機能
映像信号の入出力端子を備え、AVセレクターとしての機能を持つ事は、AVアンプを名乗るには必須の機能であり、特徴である。初期のAVアンプの多くは、オーディオ用アンプにAVセレクター機能を付加しただけのものであった。2004年頃からHDMI入出力を備えたAVアンプが登場。またHDMIの映像信号を中継するだけでなくアナログ映像入力をデジタル化ないしアップコンバートして出力できる製品も存在する。
一方でインテグレーテッドアンプにある、レコード再生のためのフォノイコライザーは、初期のAVアンプには装備されていたが、2019年現在では主に廉価モデルや中堅モデルで装備していないものが大部分を占めている。
2010年頃からは、DLNAやAirPlayによるネットワークオーディオ機能やBluetoothによるワイヤレスオーディオ機能を持つ製品が登場している。
音声信号
2chステレオ音声のみに対応したものはAV アンプが登場した初期の製品のみであり、殆どの製品はサラウンド音声信号を扱う。2chのステレオ信号を加工して4chとした仮想サラウンド機能から、1980年代半ばからドルビーサラウンド対応へと発展した。1980年代末期にセンター信号と方向強調回路を付加し5chとしたドルビープロロジックが登場する。
1990年代後半以降、ドルビーデジタル方式が主にDVD-Videoソフトの普及によって浸透する事となる。一般的にフロント左右、サラウンド左右、センター、ウーハーの5.1ch分（ウーハーは再生する音声信号が低音成分のみの狭い音域のために、0.1chと表現されている）を扱う。DVD-Video・デジタル放送の普及に伴いDTS・AACにも対応した製品が増えた。最近では2chや2.1chで仮想サラウンド再生が可能な製品が多く、ドルビープロロジックⅡ、ドルビープロロジックⅡx、DTS-ESなどが搭載された製品が登場してからは、サラウンドバックなどを加えた6.1ch、7.1ch、9.1ch音声を出力する製品も存在するようになった。
BDソフトの登場に伴って、2007年頃から従来のS/PDIF端子では扱えないドルビーTrueHD・DTS-HDマスターオーディオなどのハイレゾ音源に対応（低価格機種はTrueHD・DTS-HD等のデコーダを省略し、再生機側でデコードした非圧縮音声の再生のみ対応する場合がある）するようになった。
デジタルアンプ
AVアンプで「デジタルアンプ」を称する製品にはおおむね2系統あり、1980年代に見られたものは、DSP（デジタルシグナルプロセッサないしデジタル信号処理）による処理をおこなっていること、ないしDACを内蔵しデジタル入力を備えていることを以ってデジタルと称していた。一方21世紀に入って以降のものは、パワーアンプが前節で説明したような構成になっているデジタルアンプである。

### ヘッドホンアンプ

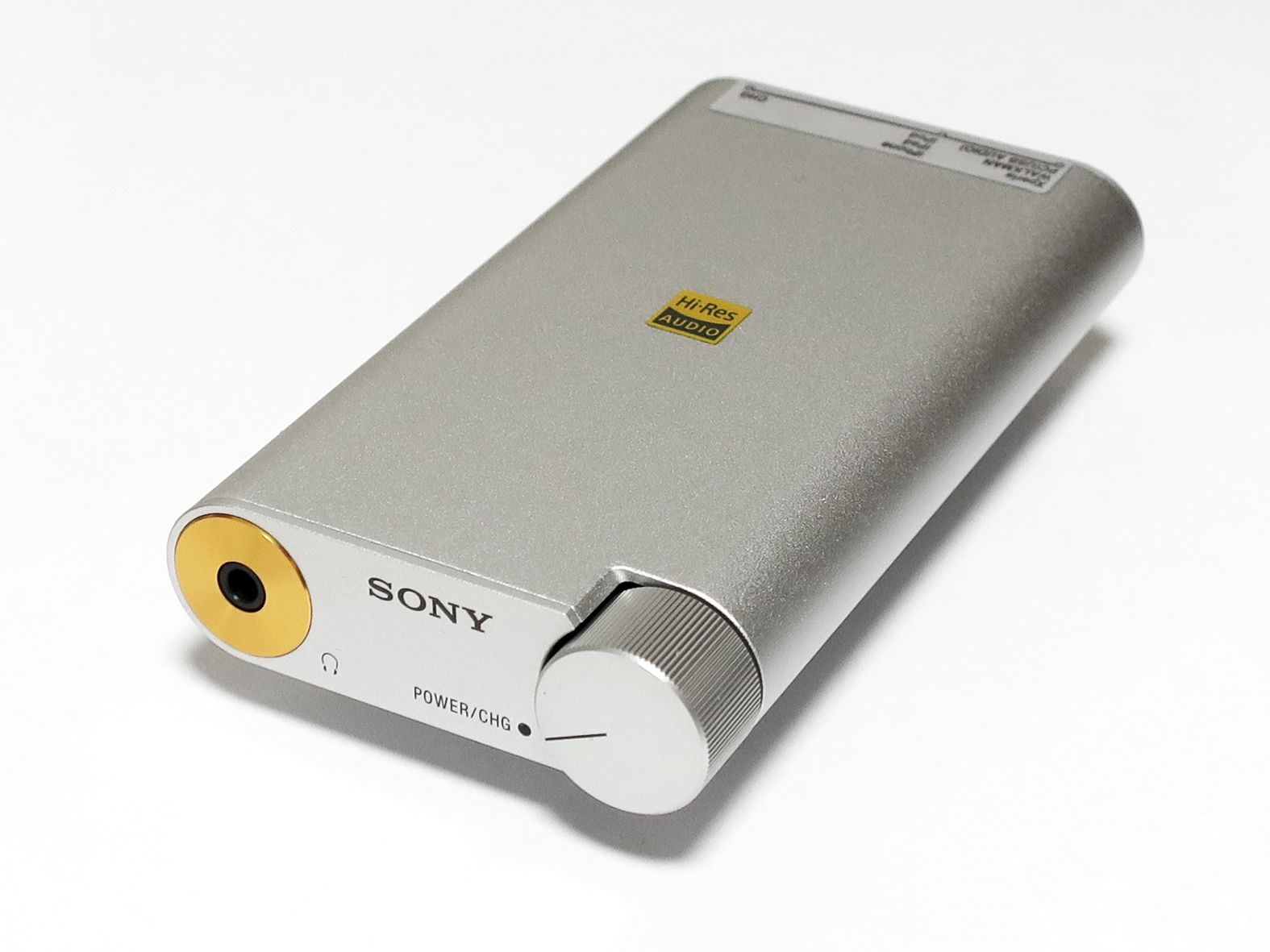
ポータブルヘッドホンアンプ（ソニー・PHA-1A）

ヘッドホン専用のアンプ。ヘッドホン端子の無い製品に接続する目的や、より高音質でヘッドホンリスニングする為に使用される。スピーカー駆動に用いるプリメインアンプ等にもヘッドホン端子が存在するが、これらはスピーカー用の大きな出力をヘッドホン用に減衰させるために抵抗を直列に挿入しているが、ヘッドホン専用に小さな出力で構成されたヘッドホンアンプには、音質向上を目的として、この抵抗を用いていない。
複数台のヘッドホンの同時使用が可能な製品も存在し、録音スタジオ向けには複数のミュージシャンがヘッドフォンで同時にモニターする用途に使われる。異なる音源を個々のミュージシャンが好みのバランスでモニターするために、簡単なミキサーを内蔵したものもある。音楽CDを販売する店頭では、新譜の試聴にヘッドホンを用意していることがあり、1台のCDプレーヤーから複数の試聴者へ音楽再生する用途に使われる。

## 増幅素子と回路
先に述べた通り、多くの電化製品、電気製品においては、電気信号の増幅素子・回路としては、技術的にそれが可能であるなら、真空管から、トランジスタ、ICへと移行していった。しかしながら音響機器としてのアンプにおいては、音を聴く者の好みという観点から、例外が多い。
例えば真空管を用いたアンプの音を好むオーディオマニアは多く、現在に至るまで製造・販売が続いている。また真空管アンプは回路構成が単純である事から、オーディオマニアが自作を行う例も多い。日本、アメリカ、西欧において、真空管の多くが製造終了となったため、ロシアや東欧、中国で引き続き生産されていた真空管が用いられる例が多かった。しかし近年はそれら諸国でも真空管の製造が終了する場合が多く、選択肢が限られている。そのため、あえてオーディオマニア向けのニーズに対応して、米国ウエスタンエレクトリック社では真空管の再生産を始めた。
また、集積していない回路（抵抗器、コンデンサー、トランジスター、ダイオードなど単機能の電子部品の組み合わせ）で行うディスクリートアンプ（discrete:別々の）にも、根強い人気がある。ディスクリートの利点には、安いトランジスタでも一般に普及品ICより雑音特性が良いこと（普及品ICアンプでは最低音量状態でそれとわかる雑音が乗ることが多い）、部品を選定すればより良い回路を組めることなどがある。音質的な嗜好から、電界効果トランジスタを選択する例も多い。
もちろん、一般の電気機器同様に、ICを利用するアンプもある。ICを用いる利点には、部品点数を減らして製造価格を下げられること、小型化できること、素子の特性が高度に揃っているためその必要がある回路に有利なことなどがある。特にAVアンプの場合は、多機能・多チャンネルに対応する回路を筐体内に収める必要性から、IC化は必須の選択である。
基本的にはオーディオ用アンプは電圧を増幅している。主流のスピーカーはムービング・コイル型であり、電磁石であるため電流制御のほうが単純になるが、安定した定電流回路を作ることは技術的に難しいため、電圧制御が主流となっている。それに合わせてスピーカーも電圧制御に適した設計のものが市販されている。
また1980年代中頃まではアナログ回路が主流であるが、1980年代以降からスイッチング電源に似た原理で出力段の大電力信号を生成するデジタルアンプも実用化されている。信号処理の特性上、雑音特性にも優れる事から、デジタルアンプはICを用いる例が多い。

## 級
ここではオーディオアンプ装置としての級について述べる。
アナログ回路における増幅素子の動作点には A 級・ B 級・ C 級がある（A 級と B 級の中間的なものを AB 級という）。 D 級その他は動作点ではなく方式の名前である。
真空管でグリッドに電流が流れ込む領域を使わない場合、級の名前に数字の 1 を添え（A1 級など）、グリッドに電流が流れ込む領域まで使用する場合は級の名前に数字の 2 を添えて（A2 級など）区別することがある。
オーディオ用アナログアンプは歪を小さくする必要があるので C 級は用いられず、 A 級か B 級（AB 級も）が用いられる。 A 級はシングル構成でもプッシュプル構成でも使えるが、 B 級や AB 級はプッシュプル構成でないと使えない（構成については増幅回路#代表的な構成方式を参照）。つまりシングル構成では A 級しか使えない。
オーディオ用アナログアンプの小信号部分は通常 A 級とする。しかし電力効率が悪いため、大電力を扱うパワーアンプ出力段まで A 級にすると発熱が多くなるので、半導体パワーアンプの出力段は B 級または AB 級とするのが普通である。しかし出力段まで A 級とした半導体パワーアンプも存在する。つまりオーディオアンプでいうところの A 級アンプとか B 級アンプというのはパワーアンプ出力段についてのことを言っている。
真空管アンプは出力がさほど大きくないものが多いこと、負帰還量が少なく歪を打ち消しにくいことから、出力段も A 級のものが多い。

### 擬似 A 級
古典的な A 級は歪は少ないが発熱が多く、パワーアンプ出力段に用いると大出力は望めなくなる。しかしこの発熱問題を解決したとする A 級アンプが 1970 年代末頃から 1980 年代にかけて流行し、大出力と低歪率をアピールした。
プッシュプルでカットオフする側の素子のバイアスを切り替えたり波形を変形させて、バイアス電流が小さくてもカットオフしないようにしたものである。バイアス電流が小さいので発熱は少なく、カットオフしないので定義により A 級となる。メーカーは新 A 級などと呼んだが、ユーザーからは疑似 A 級とか、偽 A 級と呼ばれることすらあった。
擬似 A 級の各社の呼称例
- 「A+ 級 (Class A+)」、「Class AA」、「MOS Class AA」、「New Class A」（テクニクス・パナソニック）
- 「ピュア A 級」、「ノンスイッチング A 級」、「New Super Optical Class A」（デンオン→現：デノン）
- 「HCA 回路」、「Dual Amp Class A」（ヤマハ）
- 「スーパー A」、「アドバンストスーパー A」、「デジタルピュア A」（日本ビクター）
- 「クォーター A」（日本マランツ）
- 「ノンスイッチング・サーキット」（パイオニア→現：オンキヨー&パイオニア）

他、多数。

### D 級その他
1970 年代に日立 Lo-D が信号の大きさによって電源電圧を切り替え、効率を上げる「Dynaharmony」方式を「E 級」と称したことがあるが、一般的な呼称ではない。
デジタルアンプを D 級ともいう。効率の良さが利点であるがSACDのDSDを直接再生するなどをはじめハイファイオーディオにも広まっている。
E 級（前述の Lo-D とは無関係）・ F 級もデジタルベースの技術だが高周波応用が主でオーディオとは今のところ関係ない。
G 級・ H 級は技術的には前述の擬似 A 級と類似した省電力化方式で、もっぱらポータブルオーディオなどにおいて D 級の次のトピックとなっている。

## 著名なブランド
- 主として高級機を販売している企業やブランド 　
  - アキュフェーズ　
  - エアー・アコースティックス（英語版）
  - エソテリック
  - クィックシルバー
  - クラッセ
  - クレル
  - ゴールドムンド
  - コニサー
  - ジェフローランド
  - スペクトラル
  - TacT(タクト)
  - チェロ
  - トライゴン
  - ハルクロ
  - パス
  - マークレビンソン(en)
  - マッキントッシュ
  - ラックスマン（旧ラックス）
  - LINN(リン)
  - YBA
  - ヴィオラ
  - VTL
  - PURE SPEED（SAYA(サヤ)）
  - BAラボ
  - NIRO
- 主として普及機から高級機までを幅広く販売している企業やブランド
  - オンキヨー&パイオニア
    - オンキヨー
    - パイオニア - カーエレクトロニクス、およびPC用光学ドライブ、DJ関連機器を除き2015年3月よりオンキヨーの完全子会社のオンキヨー&パイオニアへ移管

  - JVCケンウッド（旧日本ビクター(Victor・JVC)・旧ケンウッド）
  - シャープ
  - ソニー
  - ティアック
  - ディーアンドエムホールディングス
    - デノン コンシューマー マーケティング（デノン・旧デンオン(日本コロムビア)）
    - マランツコンシューマーマーケティング（マランツ・旧日本マランツ）

  - NuForce
  - ヤマハ（旧日本楽器製造）
  - ローテル
  - ラステーム・システムズ
  - フライングモール - 倒産によって休止したが復活
  - EK JAPAN
  - PURE SPEED （SAYA(サヤ)）
  - ニッシャ
  - MACTONE
  - パナソニック - 2005年末にTechnicsブランドでの単品コンポからは一旦撤退したが2015年にTechnicsブランドが復活。このほか業務用ブランドRAMSAにて設備用アンプを販売中。
- かつて販売していた企業やブランド
  - 山水電気 （かつては高級アンプの名門であった。2014年7月破産）
  - 東芝 - 1989年にAurexブランドでのオーディオ製品からは一旦撤退したが2016年に同社の子会社である東芝エルイートレーディングがプレミアムゼネラルオーディオのブランドとしてAurexブランドが復活。
  - 日立製作所 - Lo-Dブランド。現在は同社の子会社である日立リビングサプライが販売しているゼネラルオーディオのブランドとして展開。
  - A&D（赤井電機と三菱電機による合同ブランド）
  - JBL（カーオーディオ向けの車載用アンプはまだ販売している）
  - ナカミチ - 倒産によって休止
  - 三菱電機 - ダイヤトーンブランド（2013年現在カーオーディオ向けのスピーカー、およびいわゆる高級オーディオのスピーカーは販売している）
  - 三洋電機 - オットーブランド
  - 京セラ